# Paolo Piromalli
Paolo Piromalli (né à  Siderno en 1592 et mort à Bisignano le 12 juillet 1667) est un dominicain, évêque, missionnaire et orientaliste italien.

## Biographie
Natif de Calabre, ayant appris les langues orientales, il fut envoyé dans les missions d’Orient. Il séjourna longtemps en Arménie, où il eut le bonheur de ramener à l’Église catholique un grand nombre de schismatiques, d’eutichiens et le patriarche lui-même, qui l’avait très-mal accueilli. Il alla aussi dans la Géorgie et dans la Perse, puis il se rendit, comme nonce du pape Urbain VIII, dans la Pologne, où les disputes des Arméniens, qui y étaient fort nombreux, avaient produit une vive agitation que Piromalli réussit à calmer. Alors il se mit en route pour l’Italie, mais il fut pris par des corsaires qui le menèrent à Tunis. Ayant été racheté, il alla à Rome rendre compte de sa mission. Le pape lui témoigna publiquement son estime, et le renvoya en Orient. Il y fut évêque de Nakhitchevan en 1655 ; et après avoir gouverné cette église pendant neuf ans, il retourna en Italie, où il fut élevé au siège épiscopal de Bisignano, dans le royaume de Naples, et il y mourut en 1667.

## Œuvres
Piromalli est auteur de plusieurs ouvrages de controverse et de théologie, de deux dictionnaires, dont l’un est latin-persan et l’autre arménien-latin, enfin d’une grammaire arménienne et d’un directoire, estimé pour la correction des livres arméniens.